# Mary Quant
Dame Barbara Mary Quant (ur. 11 lutego 1930 w Blackheath, zm. 13 kwietnia 2023 w Surrey) – brytyjska projektantka mody, postać popkultury, uważana za twórczynię minispódniczki (niezależnie od Andre Courrègesa).

## Życiorys
Studiowała rysunek na Goldsmiths College of Art. Tam poznała swojego męża - Alexandra Plunketa Greene'a. W 1955 otworzyła wraz z nim butik „Bazaar” przy Kings Road w Londynie.
Stworzony przez Quant około 1958 projekt spódniczki mini i wizerunek noszącej jej kobiety, został spopularyzowany dzięki modelce Twiggy. Inspiracją stały się młode dziewczyny, które przychodząc do pracowni Quant prosiły o maksymalne skrócenie swoich dotychczasowych spódnic. Nazwa znów ma pochodzić od ulubionego modelu samochodu projektantki - Mini Cooper.
Minispódniczka wzbudzała kontrowersje, do tego stopnia, że kierownictwo college’u Świętej Hildy na Uniwersytecie w Oksfordzie stwierdziło, że jest to „ubiór dla prostytutek”. Innymi ważnymi projektami Quant są szorty, czyli (bardzo) krótkie spodenki (tzw. hot pants) oraz płaszcz deszczowy z PCW, tworzywa wcześniej używanego głównie do produkcji cerat i wykładzin. Wprowadziła także wodoodporny tusz do rzęs.
Quant chciała tworzyć modę dostępną dla mas. Mawiała, iż w jej sklepach księżne mogą przebierać w ubraniach wraz ze stenotypistkami. I chociaż kolekcje przez nią projektowane nie należały do najtańszych, to i tak znacznie różniły się cenami od kolekcji tzw. wielkich kreatorów mody jak Christian Dior czy Coco Chanel.

## Odznaczenia
W 1966 otrzymała Order Imperium Brytyjskiego. Na ceremonii odznaczenia w Pałacu Buckingham pojawiła się w minispódniczce.
W 2015 od królowej Elżbiety II otrzymała tytuł Damy. 
W 2023 została uhonorowana przez króla Karola III Orderem Towarzyszy Honoru, czyli najwyższym odznaczeniem w Wielkiej Brytanii za zasługi dla mody.